# Markus Feldmann

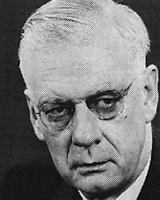
Markus Feldmann

Markus Feldmann (ur. 21 maja 1897, zm. 3 listopada 1958) – szwajcarski polityk, członek Rady Związkowej od 13 grudnia 1951 do śmierci. Kierował departamentem sprawiedliwości i policji (1952−1958). Był członkiem Partii Rolników, Kupców i Niezależnych (późniejszej Szwajcarskiej Partii Ludowej).
Pełnił także funkcje wiceprezydenta (1955) i prezydenta (1956) Konfederacji.